# Kolibri (игра)
Kolibri — компьютерная игра жанра shoot ’em up, разработанная венгерской компанией Novotrade International и выпущенная для североамериканского и европейского рынков компанией Sega эксклюзивно для игровой приставки Sega 32X.

## Игровой процесс

Кадр из второго уровня игры

Игра представляет собой нетипичный двухмерный shoot ’em up с элементами головоломки. Управление ведётся от лица колибри, воюющей с соответствующими её размерам врагами — осами, жуками, гусеницами и т. п. Игровые локации оформлены под стать игре — цветущие поля, леса, пещеры. Продвигаться по локациям можно во всех направлениях. Всего игра разбита на 20 уровней, для прохождения которых надо выполнить поставленную задачу, например, уничтожить всех врагов или долететь до определённого места.
Кроме обычных врагов, которых можно уничтожить, в игре присутствуют более крупные противники — лягушки и хамелеоны, которых приходится просто облетать стороной, во избежание быть съеденным. Для противостояния обычным врагам в игре присутствует целый набор оружия, которым может воспользоваться колибри — самонаводящиеся лазерные лучи, взрывающиеся в воздухе снаряды и смертоносные волны. При столкновении с врагом или при попадании выстрелов вражеского оружия у птички уменьшается уровень здоровья, для восстановления которого необходимо подпитаться нектаром из цветков. Лягушки и хамелеоны сразу отнимают жизнь у колибри, что в принципе не является особой проблемой, так как количество жизней в игре не ограничено.

## Сюжет
Глубоко под землёй находился могущественный древний кристалл, поддерживающий баланс добра и зла. Но однажды, откуда-то из космоса на Землю упал кристалл зла и, разрушив своего предшественника, начал заражать агрессией всё живое на планете. Однако, перед тем, как первоначальный кристалл был уничтожен, он успел передать остатки своих сил маленькой птичке колибри, которой теперь предстоит восстановить порядок в мире.

## Критика
В целом игра получила достаточно неплохие оценки. Многие рецензенты положительно отзывались о графическом оформлении и необычном концепте Kolibri. Средняя оценка игры по данным веб-сайта MobyGames равняется 68 баллам из 100.

### Рецензии
- Британский игровой журнал GameFan в ноябрьском номере 1995 года поставил игре 86 баллов из 100 возможных, назвав Kolibri лучшим шутером и одной из трёх лучших игр на Sega 32X. Особо высоко было оценено графическое оформление игры[4].
- Англоязычный сайт Defunct Games оценил Kolibri в 83 %. По мнению сайта, на Sega 32X Kolibri является чуть ли не единственной стоящей игрой, рядом с которой остальные игры смотрятся убого. Минусами игры были названы её недостаточно высокая сложность и некоторая замедленность игрового процесса. Как и во многих других рецензиях, графика игры была названа фантастической[5].
- Коммерческая информационная база данных компьютерных игр Allgame поставила в 1998 году приключениям отважной птички 3,5 звёздочки из 5, в том числе: 5 звёздочек за графику, 4 за звук и геймплей и 3,5 звёздочки за фактор повторного прохождения (англ. Replay Value). Природа ещё никогда не выглядела так хорошо — говорится в рецензии[6].
- На посвящённом играм приставок Sega сайте Sega-16.com игра получила оценку 7/10. Критике были подвергнуты музыка и звук игры, низкое качество которых, по мнению рецензента связано, правда, в первую очередь с плохим звуковым процессором Sega 32X. Графическое оформление было названо лучшим из двухмерных игр этой приставки. Кроме того, Sega-16.com положительно отзывается об оформлении персонажей игры — насекомых, птиц и рептилий[7].
- Другой англоязычный веб-сайт — Digital Press, поставил игре 6 баллов из 10. Максимальные 10 баллов были поставлены графике, 9 баллов музыке и звуку и 6 баллов геймплею. Единственное, что по мнению рецензента спасло игру от полного провала — замечательная графика и крайне необычный концепт[8].
- На популярном интернет-портале GameFAQs игре поставлена оценка 6,8/10 по мнению рецензентов и 8,8/10 по мнению посетителей портала[9].

## Создатели
Большинство людей, участвовавших в создании Kolibri, работали в том же составе над играми Ecco the Dolphin и Ecco: The Tides of Time, X-Men 2: Clone Wars, Eternal Champions: Challenge from the Dark Side, Contra: Legacy of War и Three Dirty Dwarves. Для написавшего музыку к игре композитора Жолта Дворника это была первая и последняя работа в индустрии видеоигр. Продюсер и программист Kolibri Эд Аннанзьята (англ. Ed Annunziata) участвовал также в разработке таких популярных игр 1990-х годов, как: Chakan, X-Men и X-Men 2: Clone Wars, Jurassic Park для Sega CD, Ecco: The Tides of Time и Vectorman.
Для компании Novotrade International, Inc. (ныне Appaloosa Interactive) это была единственная игра, разработанная ими для Sega 32X. Среди других известных работ компании: California Games и Ecco Jr. для Sega Genesis, King’s Quest V для NES, Contra: Legacy of War для Sega Saturn и PlayStation, Jaws Unleashed для PlayStation 2, Xbox и ПК.